# الئونورا جورجی
الئونورا جورجی (به ایتالیایی: Eleonora Giorgi؛ ۲۱ اکتبر ۱۹۵۳ – ۳ مارس ۲۰۲۵) کارگردان، بازیگر و فیلم‌نامه‌نویس اهل ایتالیا بود.

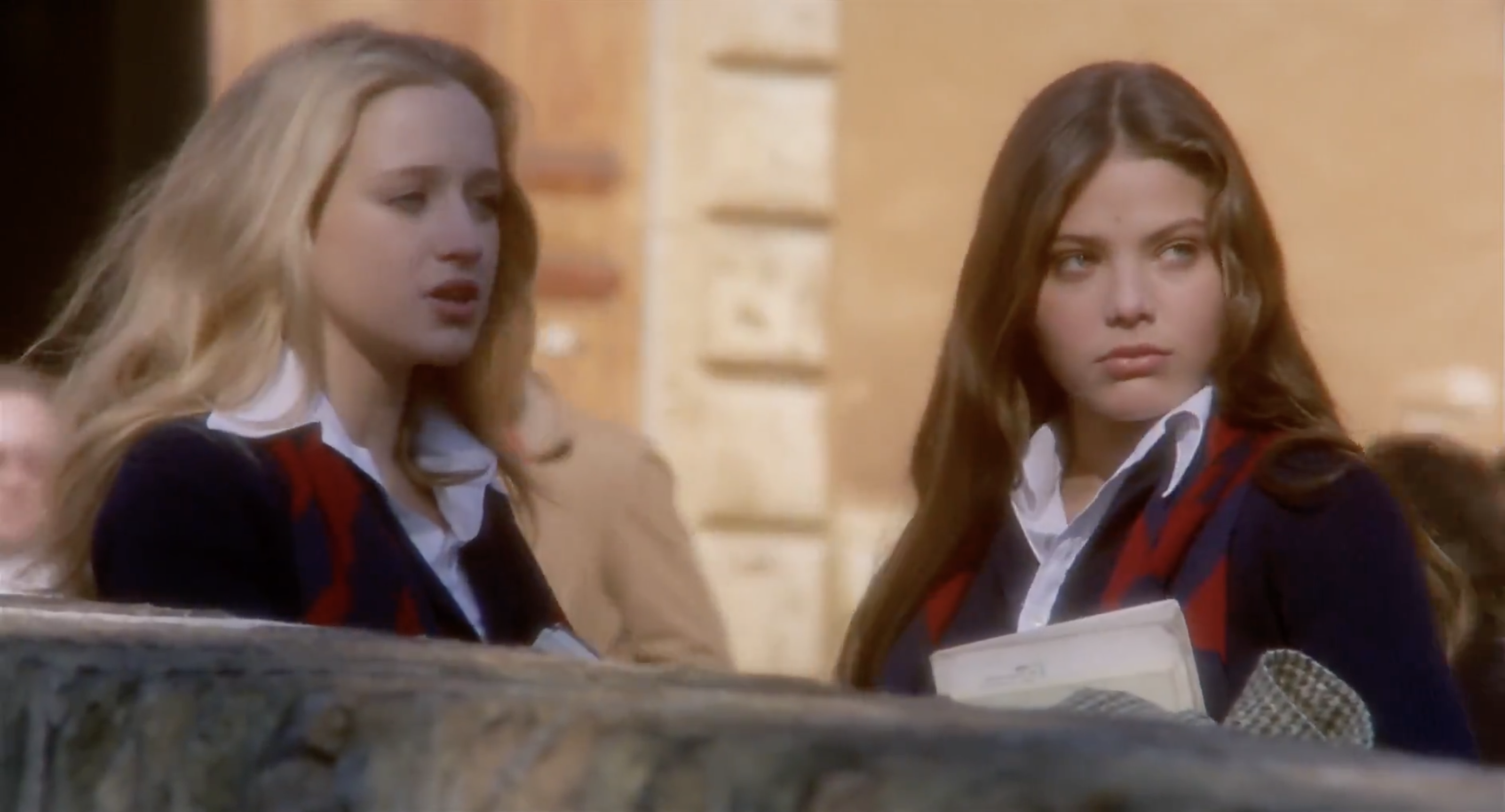
جورجی (سمت چپ) و اورنلا موتی در سال (۱۹۷۴)، فیلم آپاسیوناتا

از جمله فیلم‌هایی که وی در آن‌ها، نقش داشته‌است، می‌توان به تقدیم به مادر عزیزم در زادروزش، رم، آپاسیوناتا، دلدادگی، عشق و انرژی و هم‌کلاسی‌ها اشاره کرد.

## زندگی
جورجی در ۲۱ اکتبر ۱۹۵۳ در شهر رم، ایتالیا از پدری ایتالیایی-انگلیسی و مادری ایتالیایی-مجارستانی زاده شد.